# Ernest Hello
Pour les articles homonymes, voir Hello.
 (mars 2021).
Ernest Hello, né le 4 novembre 1828 à Lorient et mort le 14 juillet 1885 à Lorient, dans son château de Kéroman, est un écrivain et critique littéraire français, apologiste chrétien. Ne pas confondre avec l'écrivain belge Ernest Hallo

## Biographie
Écrivain mystique, quasiment sans relations extérieures, il consacra son existence à l'écriture. Le 12 novembre 1857, il épousa Zoé Berthier, écrivain elle aussi sous le pseudonyme de Jean Lander. Elle sera non seulement sa femme mais aussi sa principale collaboratrice. Après leur mariage, ils vécurent au manoir (détruit) de Keroman près de Lorient où il s'était aménagé un cabinet de travail dans une tour ronde accolée à un pavillon (carte postale datée de 1907 - arch. pers.).
D'après Raïssa Maritain, la conversion de Léon Bloy doit beaucoup à Ernest Hello ; on trouve également de nettes traces de son influence dans le Journal d'un curé de campagne de Georges Bernanos et dans l'exégèse biblique de Paul Claudel ; Henri Michaux le reconnaît également comme l'une de ses sources, et il note dans Le cas Lautréamont : « J'ai aimé sans restriction ni explication deux hommes : Lautréamont et Ernest Hello. Le Christ, aussi, pour dire vrai. »
Outre ses traductions qui ont fait connaître en France les mystiques rhénans, ses œuvres majeures sont L'Homme, Physionomies de saints et Paroles de Dieu. Les éditions posthumes de L'Homme (chez Perrin, reconnaissables à l'ajout d'un sous-titre « La Vie - La Science - L'Art ») ont été expurgées de certains passages qui choquaient le public catholique de l'époque — mais sans que ces coupes soient signalées. Les éditions de ce livre doivent avoir été établies sur l’édition originale (Victor Palmé, Paris, 1872).
La principale source d'influence de Hello fut Joseph de Maistre et, bien sûr, la Bible, source de sa réflexion sur le style.
Ernest Hello est mentionné par Joris-Karl Huysmans dans son roman Là-bas en ces termes : « Le véritable psychologue du siècle, se disait Durtal, ce n'est pas leur Stendhal, mais bien cet étonnant Hello dont l'inexpugnable insuccès tient du prodige ». Léon Bloy a publié une importante étude sur Hello dans Un Brelan d’Excommuniés, publié par Albert Savine en 1889. Il l’a reprise dans Belluaires et Porchers, ouvrage édité par Stock en 1905, en la faisant suivre d’un texte inédit, également consacré à Hello et daté de 1894 — soit dix ans après la mort de l’écrivain —, intitulé Ici on assassine les Grands Hommes. Il écrit : « Je ne vois guère d’analogue à cet écrivain désorbité que le solitaire Pascal. Ils sont, en effet, tous deux, surtout des poètes et l’étonnement du lecteur est infiniment plus déterminé par leur accent que par leurs pensées ».  
Ernest Hello s'opposa à l'athéisme et au scientisme et notamment à Ernest Renan.

## Principales publications

### Ouvrages
- M. Renan, l'Allemagne et l'athéisme au XIXe siècle , Paris : Charles Douniol, 1859.
- Le Style (théorie et histoire) , Paris : Victor Palmé, 1861, 230 p.
- M. Renan et la Vie de Jésus, Victor Palmé, 1863, 23 p.
- Œuvres choisies de Jeanne Chézard de Matel, mises en ordre et précédées d'une introduction par Ernest Hello (Paris, Victor Palmé - Bruxelles, H. Goëmaëre - Rome, Librairie de la Propagande - Lyon, P. N. Josserand - Londres, Burns, Oates et Cie, 1870)
- Le Jour du Seigneur , Paris : Victor Palmié, 1871, 72 p. Rééd. Éditions du Sandre, 2012 ; avec une postface de François Esperet  (ISBN 9782358210775)
- L'Homme : La vie, la science, l'art, Paris, Victor Palmé, 1872  — Les rééditions postérieures à la mort d'Ernest Hello ont été expurgées de plusieurs passages. Pour le texte intégral, voir la présentation de Philippe Régniez, (Asuncion, Les Editions de La Reconquête, 2006).
- Physionomies de saints (Paris, Victor Palmé, 1875)
- Contes extraordinaires (Paris & Bruxelles, Victor Palmé & Joseph Albanel, 1879)
- Les Plateaux de la balance , Paris : V. Palmé, 1880
- Philosophie et Athéisme , Paris : Poussielgue, 1888. Nouvelle édition, Paris : Perrin, 1903
- Le Siècle, les Hommes et les Idées, avec une lettre-préface de M. Henri Lasserre, Paris : Perrin et Cie, 1896.
- Paroles de Dieu, réflexions sur quelques textes sacrés (1899)
- Prières et Méditations inédites, publiées par Mme Lucie Félix-Faure Goyau, « Chefs-d'œuvre de la littérature religieuse », Paris :  Bloud & Cie, 1911.
- Du néant à Dieu. I : Contradictions et Synthèse. La Connaissance de l'être par le néant. II : l'Amour du néant pour l'être. La Prière du néant à l'être, fragments recueillis par Jules Philippe Heuzey , 2 vol., Paris : Perrin, 1921, Éditions du sandre ,2009.
- Regards et Lumières, fragments recueillis par Jules-Philippe Heuzey ,  Paris :  Perrin, 1929.
- Hello, textes choisis par Stanislas Fumet, Fribourg : Egloff, 1944, 296 p.
- L'Homme : la vie, la science, l'art, (1894) ; réédition, texte intégral, présentation Philippe Régniez, (Asuncion, Les Editions de La Reconquête, 2006).
- L'Homme (préf. Éric Walbecq), Monaco, Litos, 2023, 544 p. (ISBN 978-2-385-06027-5)Avec en annexe (p. 473-544), « cinq textes importants sur Hello et son œuvre », par Jules Barbey d'Aurevilly, Léon Bloy, Remy de Gourmont, Robert de Montesquiou et Joris-Karl Huysmans.

### Traductions
- Jan van Ruusbroec : Rusbrock l'Admirable. Œuvres choisies (Paris, Poussielgue frères, 1869)
- Angèle de Foligno : Le Livre des visions et Instructions de la bienheureuse Angèle de Foligno, (1873). Texte intégral en ligne. Cette trad. a été reprise chez de nombreux éditeurs depuis.

### Préfaces
- Nouvelles et Récits villageois par Jean Lander, Paris : V. Palmé, 1861, in-18, XVI-305 p.
- Œuvres choisies, par Jeanne Chézard de Matel, Paris : V. Palmé, in-18, LXVIII-208 p.
- Sanctuaire d'Issoudun. Notre-Dame du Sacré-Cœur, par Jean Lander, Paris : V. Palmé, 1872, in-18, 443 p.
- Marguerites en fleur par Jean Lander, Paris : V. Palmé, 1876, in-18, IV-283 p.

- Le Chemin de la vie par Jean Lander, Paris : Victor Palmé,1881, XI-240 p.
- L'Eglise et le Temps présent, par Louis Moreau, Paris : impr. de F. Levé, 1887, in-8, 101 p.